# Арсланов, Виктор Григорьевич
Ви́ктор Григо́рьевич Арсла́нов (род. 3 марта 1947 года) — доктор искусствоведения, профессор (1995); ведущий научный сотрудник НИИ Российской Академии Художеств.

## Биография
В 1971 г. окончил историко-филологический факультет Ивановского государственного педагогического института, затем — аспирантуру при кафедре философии того же института.
С 1974 г. преподавал в Ивановском государственном университете (ассистент, старший преподаватель кафедры философии).
С 1978 г. живёт в Москве. Работал старшим научным сотрудником, ведущим научным сотрудником, заведующим отделом теории Научно-исследовательского института теории и истории изобразительных искусств Академии художеств СССР.
В 1995 г. присвоено звание профессора по кафедре истории и теории искусства.
В 2008 г. в числе многих учёных подписал открытое письмо Президенту России против преподавания в школах «Основ православной культуры».

## Научная деятельность
В 1976 году защитил кандидатскую (на Ученом совете Института социологии АН СССР), в 1991 году — докторскую диссертацию (на Ученом совете РАХ).
Автор научных работ и публицистических статей, опубликованных в журналах «Вопросы философии», «Вопросы литературы», «Новое литературное обозрение», «Искусство», «Декоративное искусство СССР», «Искусствознание», «Художник», «Октябрь», «Экономические науки», «Век XX и мир» и др., а также в Венгрии, Германии и Китае (в 2017 г. переведена на китайский яз. и издана в Шанхае книга «Миф о смерти искусства»).
В период перестройки и позднее с демократических позиций критиковал либеральные экономические реформы (статьи в журналах «Век ХХ и мир» /1989, № 1/, «Октябрь» /1990, № 12 /, «Экономические науки» /1991, № 1-2/, в «Независимой газете» /после 1991 г./, выступления на радиостанции «Свобода»), доказывая, что они прокладывают дорогу «бандитскому капитализму».
Ученик М. А. Лифшица, с которым познакомился в 1968 году. С 1978 г. работал в секторе истории эстетических учений НИИ Академии художеств СССР, возглавляемом Лифшицем. После кончины Лифшица (1983 г.) и затем после смерти его вдовы Л. Я. Рейнгардт (1994 г.) работал над материалами обширного философского архива Мих. Лифшица, в результате чего были составлены и опубликованы книги Лифшица: «Диалог с Э. Ильенковым» (2003), «Что такое классика?» (2004), «Почему я не модернист?» (2009), «Надоело. В защиту обыкновенного марксизма» (2012), «Проблема Достоевского (Разговор с чертом)» (2013) и др. (всего к настоящему времени — 12 книг). В 2010 под ред. Арсланова В. Г. Институт философии РАН издал книгу о Лифшице: «М. А. Лифшиц». — М.: РОССПЭН, 2010.
Ведет философский семинар «Архив Мих. Лифшица» при Архиве РАН.
В области философии отстаивает идеи онтогносеологии Мих. Лифшица, полемизируя с неокантианством и неомарксизмом (в том числе с неомарксизмом тех последователей Э. В. Ильенкова, которые, по мнению Арсланова, исказили идеи своего учителя [статья «Что понимал Э. В. Ильенков и чего не понимают его ученики-неомарксисты?»// Марксизм. Альтернативы XXI века. М., 2009, с. 31-74]). Выступает в защиту «высокого реализма» и классики, против «интегрального модернизма» наших дней как ложного бунта, который по своему объективному смыслу, вопреки личным намерениям бунтующих, способствует укреплению репрессивных режимов во всем мире и черносотенной реакции в культуре и искусстве.

### Избранные труды
Источник — электронные каталоги РНБ
- Арсланов В. Г. Западное искусствознание XX века. — М.: Традиция Академический Проект, 2005. — 861 с. — (Summa).
- Арсланов В. Г. История западного искусствознания XX века : [Учеб. пособие для вузов]. — М.: Акад. проект, 2003. — 765 с. — (Gaudeamus).
- Арсланов В. Г. «Критическая теория общества» Франкфуртской школы : Автореф. дис. … канд. филос. наук (09.00.01). — М., 1975. — 22 с.
- Арсланов В. Г. Миф о смерти искусства : Эстет. идеи Франкфурт. шк. от Беньямина до «новых левых». — М.: Искусство, 1983. — 326 с.[2]
- Арсланов В. Г. Ответы культуры на вызов времени. СССР. 30-е годы : Очерки. — М.: НИИ теории и истории изобраз. искусств, 1995. — 258 с.
- Арсланов В. Г. Постмодернизм и русский «третий путь» : tertium datur российской культуры XX века. — М.: Культурная революция, 2007. — 651 с. — (Aestetica).[3]
- Арсланов В. Г. Русская культура XX века. tertium datur. — М.: Альма Матер Академический проект, 2013. — 655 с.
- Арсланов В. Г. Формальная школа в диалоге идей современного западного искусствознания : Автореф. дис. … д-ра искусствоведения (17.00.04). — М., 1991. — 48 с.
- Арсланов В. Г. Формальная школа в западном искусствознании : (Основные направления. Критика. Ист. судьбы). — М.: НИИ теории и истории изобраз. искусств, 1992. — 247 с.[4]
- Арсланов В. Г. Теория и история искусствознания. Античность. Средние века. Возрождение, — М.: Академический проект; Культура, 2015. — 436 с. — (Концепции).
- Арсланов В. Г. Теория и история искусствознания. Просвещение. Ф. Шеллинг и Г. Гегель, — М.: Академический проект; Культура, 2015. — 435 с. — (Концепции).
- Арсланов В. Г. Теория и история искусствознания. XX век. Формальная школа, — М.: Академический проект; Культура, 2015. — 344 с. — (Концепции).
- Арсланов В. Г. Теория и история искусствознания. XX век. Духовно-исторический метод. Социология искусства. Иконология, — М.: Академический проект; Культура, 2015. — 275 с. — (Концепции).
- Арсланов В. Г. Теория и история искусствознания. XX век. Постмодернизм, — М.: Академический проект; Культура, 2015. — 287 с. — (Концепции).
- Арсланов В. Г. Сущее и Ничто. Постмодернизм и «Tertium datur» русской культуры XX века. — СПб .: Наука, 2015. — 639 с. — (Серия «Слово о сущем»).
- Арсланов В. Г., Багатурия Г. А., Бузгалин А. В. Социализм 21 : 14 текстов постсоветской школы критического марксизма. — М.: Культурная революция, 2009. — 719 с. — (Проект Социализм XXI).
- Мареев С. Н., Мареева Е. В., Арсланов В. Г. Философия XX века : Учеб. пособие для высш. шк. — М.: Акад. проект, 2001. — 462 с. — (Gaudeamus).
- Русское искусствознание. Дворянская культура. Идея мимезиса. 1792—1925: в 2 т. Т. 1. Отвергнутое начало. Философские основания русского искусствознания. — СПб.: Владимир Даль, 2024.